# Contea di Freestone
La contea di Freestone (in inglese Freestone County) è una contea dello Stato del Texas, negli Stati Uniti. La popolazione al censimento del 2010 era di 19 816 abitanti. Il capoluogo di contea è Fairfield. La contea è stata creata nel 1850 e organizzata l'anno successivo.

## Geografia fisica
Secondo l'Ufficio del censimento degli Stati Uniti d'America la contea ha un'area totale di 892 miglia quadrate (2310 km²), di cui 878 miglia quadrate (2270 km²) sono terra, mentre 14 miglia quadrate (36 km², corrispondenti all'1,6% del territorio) sono costituiti dall'acqua.

### Strade principali
- Interstate 45
- U.S. Highway 79
- U.S. Highway 84
- U.S. Highway 287
- State Highway 14
- State Highway 75
- State Highway 164
- State Highway 179

| Anno | Popolazione | ±%     |
| ---- | ----------- | ------ |
| 1860 | 6,881       |        |
| 1870 | 8,139       | 18.3%  |
| 1880 | 14,921      | 83.3%  |
| 1890 | 15,987      | 7.1%   |
| 1900 | 18,910      | 18.3%  |
| 1910 | 20,557      | 8.7%   |
| 1920 | 23,264      | 13.2%  |
| 1930 | 22,589      | −2.9%  |
| 1940 | 21,138      | −6.4%  |
| 1950 | 15,696      | −25.7% |
| 1960 | 12,525      | −20.2% |
| 1970 | 11,116      | −11.2% |
| 1980 | 14,830      | 33.4%  |
| 1990 | 15,818      | 6.7%   |
| 2000 | 17,867      | 13.0%  |
| 2010 | 19,816      | 10.9%  |

### Contee adiacenti
- Henderson County (nord)
- Anderson County (nord-est)
- Leon County (sud-est)
- Limestone County (sud-ovest)
- Navarro County (nord-ovest)

## Media
I giornali Freestone County Times e The Fairfield Recorder servono Fairfield (il capoluogo della contea). Il Teague Chronicle, nato come dice il nome a Teague, ha servito e serve tuttora la contea da oltre 100 anni.